# Lee Aaker
Lee Aaker (Los Angeles, 1943. szeptember 25. – Maricopa megye, 2021. április 1.) amerikai gyerekszínész, producer, asztalos és síoktató.
A legismertebb alakítása Rusty a The Adventures of Rin Tin Tin című sorozatban.

## Fiatalkora
1943. szeptember 25-én született Los Angelesben. Édesanyja, Mrs. Myles Wilbour, egy tánciskola tulajdonosa volt Los Angelesben. (Egy másik forrás szerint „gyermekszínházi akadémiát vezetett”, és amikor Aaker négyéves volt, már „helyi klubokban énekelt és táncolt”.)

## Pályafutása
Már kisgyermekként feltűnt a televízióban, és nyolcéves korától kezdve kapott kisebb, nem kreditált szerepeket mozifilmekben, például A földkerekség legnagyobb show-ja és a Délidő című alkotásokban. 1952-ben már kiemelt szerepekhez is jutott. Tehetségét bizonyította az elrabolt fiú szerepében az O. Henry meséi egyik szegmensében, valamint egy másik emberrablásos történetben, ahol Gene Barry tudós fiát alakította a The Atomic City című filmben. 1953-ban társfőszerepet játszott John Wayne klasszikus westernjében, a Hondo című filmben, mint Geraldine Page által alakított nő kíváncsi, szőke hajú fia. Más műfajokban is megjelent, például a film noir stílusú Csapdahelyzet című thrillerben Barbara Stanwyck oldalán, a lovas drámában, az Arena című filmben Gig Young partnereként, valamint a vígjátékokban Mister Scoutmaster Clifton Webb-bel és a Ricochet Romance Marjorie Mainnel.
1954-ben azon sok gyermekszínész egyike volt, akik meghallgatáson vettek részt a Lassie című sorozatban szereplő Jeff Miller szerepére, amely később Jeff's Collie címen futott. A szerepet végül Tommy Rettig kapta meg. Két héttel később azonban elnyerte Rusty szerepét a The Adventures of Rin-Tin-Tin című sorozatban, ahol James Brown volt a társszereplője. Aaker és Rettig barátok voltak, és mindkét sorozat népszerű volt a közönség körében. A két színész és a két híres kutya közösen szerepeltek egy fényképen, amely a TV Guide 1955. július 2-i számának borítóján jelent meg.:236
Egy újságírónak elmondta, hogy amikor betöltötte a 21. életévét, 10 000 dolláros egyszeri kifizetést kapott (ez 2024-es értéken nagyjából 101 400 dollárnak felel meg) a Rin Tin Tin sorozatot gyártó stúdiótól, és a hatvanas évek hátralévő részét azzal töltötte, hogy beutazta a világot, afféle virággyerekként. Mivel felnőttként nem talált színészi munkát, később producerként dolgozott, majd asztalosként helyezkedett el.

## Magánélete
Az 1960-as évek végén két évig volt házas Sharon Ann Hamiltonnal. Sok éven át Mammoth Lakes városában élt, és ő volt az első adaptív sportok oktatója a Disabled Sports Eastern Sierra szervezetnél, a Mammoth Mountain síterepen.
Paul Petersen, a volt gyerekszínészekért szót emelő aktivista szerint Aaker élete végére elszegényedett, és éveken át küzdött szenvedélybetegségekkel. Petersen elmondása alapján Aaker sztrókot kapott, és 2021. április 1-jén hunyt el Maricopa megyéjében, Mesa városának közelében, mint „nincstelen elhunyt” volt nyilvántartva. Petersen intézte Aaker temetését. Aaker, aki az Egyesült Államok Légierejének vietnámi háborús veteránja volt, az arizonai Phoenixben található National Memorial Cemetery of Arizona temetőben nyugodik.

## Filmográfia

### Film
| Év   | Magyar cím                        | Eredeti cím                  | Szerep          | Magyar hang  |
| ---- | --------------------------------- | ---------------------------- | --------------- | ------------ |
| 1951 |                                   | Benjy                        | Benjy           |              |
| 1952 | A földkerekség legnagyobb show-ja | The Greatest Show on Earth   | fiú             |              |
| 1952 |                                   | Something to Live For        | alternatív fiú  |              |
| 1952 |                                   | Something to Live For        | fiú             |              |
| 1952 |                                   | No Room for the Groom        | Donovan         |              |
| 1952 | Délidő                            | High Noon                    | fiú             |              |
| 1952 |                                   | The Atomic City              | Tommy Addison   |              |
| 1952 | O. Henry meséi                    | O. Henry's Full House        | J. B. Dorset    |              |
| 1952 |                                   | Desperate Search             | Don Heldon      |              |
| 1952 | Hans Christian Andersen           | Hans Christian Andersen      | kisfiú          |              |
| 1953 | Csapdahelyzet                     | Jeopardy                     | Bobby Stilwin   | Glósz András |
| 1953 |                                   | Take Me to Town              | Corney Hall     |              |
| 1953 |                                   | Arena                        | Teddy Hutchins  |              |
| 1953 |                                   | Mister Scoutmaster           | Arthur          |              |
| 1953 |                                   | A Lion Is in the Streets     | Johnny Briscoe  |              |
| 1953 |                                   | Hondo                        | Johnny Lowe     |              |
| 1954 |                                   | Ride Clear of Diablo         | fiú             |              |
| 1954 |                                   | The Raid                     | Larry barátja   |              |
| 1954 |                                   | Her Twelve Men               | Michael Elliott |              |
| 1954 |                                   | Ricochet Romance             | Timmy Williams  |              |
| 1954 |                                   | Destry                       | Eli Skinner     |              |
| 1954 |                                   | Black Tuesday                | kisfiú          |              |
| 1957 |                                   | The Challenge of Rin Tin Tin | Rusty           |              |
| 1963 |                                   | Bye Bye Birdie               | diákvezető      |              |

### Televízió
| Év         | cím                              | Szerep                | Megjegyzések |
| ---------- | -------------------------------- | --------------------- | ------------ |
| 1953       | Fireside Theatre                 | Sandy                 | 1 epizód     |
| 1953, 1954 | The Ford Television Theatre      | Tony Evans / Joey     | 3 epizód     |
| 1953, 1955 | Letter to Loretta                | Jimmy Preston / Myron | 2 epizód     |
| 1954       | General Electric Theater         | Tim Kelly             | 1 epizód     |
| 1954–1959  | The Adventures of Rin Tin Tin    | Rusty                 | 164 epizód   |
| 1955       | The Lone Ranger                  | Tommy Righter         | 1 epizód     |
| 1955       | Screen Directors Playhouse       | Cowhide               | 1 epizód     |
| 1957       | Tales of the 77th Bengal Lancers | Govinda               | 1 epizód     |
| 1959       | The Millionaire                  | Tommy Spencer         | 1 epizód     |
| 1959       | Rescue 8                         | Billy                 | 1 epizód     |
| 1959, 1961 | The Donna Reed Show              | Walter / Kenny        | 2 epizód     |
| 1959–1962  | Disneyland                       | Willy / Chuck Taylor  | 4 epizód     |
| 1960       | Make Room For Daddy              | Charles Crane         | 1 epizód     |
| 1963       | The Lucy Show                    | Blake                 | 1 epizód     |